# Stacy Sanches
Pour les articles homonymes, voir Stacy et Sanches.
Julie Cialini Victoria Silvstedt
Stacy Sanches ou Stacy Sanchez, née le 4 septembre 1973 à Dallas, est un mannequin, modèle de charme et actrice américaine.

## Biographie
Née à Dallas dans une famille unie avec un frère et une sœur, Stacy a travaillé quelque temps comme serveuse sexy pour la chaîne de restauration Hooters, puis pour l'entreprise automobile de ses parents. Elle a été découverte par Ken Honey, un émissaire de Playboy, lors d'un concours de bikinis à Hawaï. Ses photos ont été prises quelques mois plus tard à Los Angeles par Arny Freytag.
Elle a été désignée playmate du mois de mars 1995 puis playmate de l'année 1996 par le magazine Playboy : à cette occasion elle a reçu, parmi ses cadeaux, une automobile Jeep Wrangler.
Dans le numéro spécial Playmate Review de 1995, elle affirme : « When my centerfold issue came out I knew there were men everywhere looking at it, looking at me. I thought that was awesone. » (Quand le numéro avec mon dépliant central est sorti, je savais qu'il y avait partout des hommes qui le regardaient, qui me regardaient. Je trouvais que c'était génial.)
Elle est apparue à plusieurs reprises dans divers magazines et vidéos en édition spéciale pour Playboy et comme playmate du mois de juin 1996 dans l'édition allemande de Playboy.
Stacy est la sœur du top model Kim Sanches, avec laquelle elle est apparue occasionnellement dans des vidéos Playboy, notamment "Sisters" (1995) ou "Wet & Wild: Bottoms Up" (1996).
Elle a  été l'animatrice d'une série éphémère sur Playboy TV intitulée "Playboy's Really Naked Truth" qui mettait également en vedette les playmates Jennifer LeRoy, Shae Marks, Lisa Marie Scott et Carrie Westcott.
Elle a joué dans un petit nombre de films de série B et a participé à un épisode de Fear Factor en 2002 avec ses anciennes collègues playmates Angel Boris, Julie Lynn Cialini, Lauren Michelle Hill, Nicole Narain et Priscilla Taylor. Elle est également apparue sur E! "Howard Stern Show" du réseau et la série télévisée TNT "Dallas".
En 2002, elle a été mannequin pour le site Web populaire Mac and Bumble.

## Filmographie
- Bikini Bash (2001)
- Desperate But Not Serious (1999)
- On the Line (1984)

## Apparitions dans les numéros spéciaux dePlayboy
- Playboy's Sexy 100, février 2003
- Playboy's Playmates in Bed, octobre 2000 - pages 14-15
- Playboy's Celebrating Centerfolds Vol. 3, octobre 1999
- Playboy's Voluptuous Vixens Vol. 3, octobre 1999
- Playboy's Playmate Tests, juin 1999 - pages 24-27
- Playboy's Girls of Summer, juin 1999
- Playboy's Playmates in Bed, février 1999 - pages 22-25, 80-81
- Playboy's Girlfriends, juillet 1998 - pages 18-19, 88-91
- Playboy's Book of Lingerie Vol. 60, mars 1998 - pages 6-7
- Playboy's Book of Lingerie Vol. 58, novembre 1997 - Mizuno, pages 44-45
- Playboy's Book of Lingerie Vol. 51, septembre 1996
- Playboy's Playmate Review Vol. 12, juin 1996 - pages 20-27
- Playboy's Sexy Swimsuits, février 1996 - pages 4-7, 38, 54-55, 60, 70-71, 92-93